# Pak Pogom
Pak Pogom, népszerű átírással Park Bo-gum (hangul: 박보검, handzsa: 朴寶劍, RR: Bak Bo-geom; 1993. június 16.–) dél-koreai színész. 
Leginkább a Hello Monster (2015), a Reply 1988 (2015), a Kurumi kurin talbit (2016) és az Encounter (2018) című televíziós sorozatokból ismert.
Pályafutása során számos díjat nyert és Dél-Korea egyik legnépszerűbb fiatal színészeként tartják számon.

## Élete és pályafutása

### Gyermekkora és iskolái
1993. június 16-án született Szöulban, két idősebb testvére van. Utónevének jelentése „értékes kard”. Negyedikes volt, amikor édesanyja meghalt. Ötéves korától tanult zongorázni, majd a templomi kórusban énekelt. A középiskolában az úszócsapat tagja volt.
Másodéves középiskolás volt, amikor több ügynökséghez is elküldött egy videófelvételt, melyen énekel és zongorázik. Ezt követően számos ajánlatot kapott. Eredetileg énekes-dalszerző szeretett volna lenni, ügynöksége tanácsára fordult a színészet felé. 2014-ben beiratkozott a Mjongdzsi (Myeongji) Egyetem film- és musicalszakára.

### Kezdetek
Pak (Park) 2011-ben a Sidus HQ ügynökséghez szerződött, majd a Blind című thrillerben debütált mellékszereplőként. 2012-ben a Blossom Entertainmenthez szerződött át, majd a Runway Cop című vígjátékban, a Still Picture című tévéfilmben és a Bridal Mask című történelmi sorozatban játszott. 2013-ban megkapta első fontosabb szerepét a Wonderful Mama című sorozatban, ahol egy playboyt alakított.

### 2014–2015: Áttörés

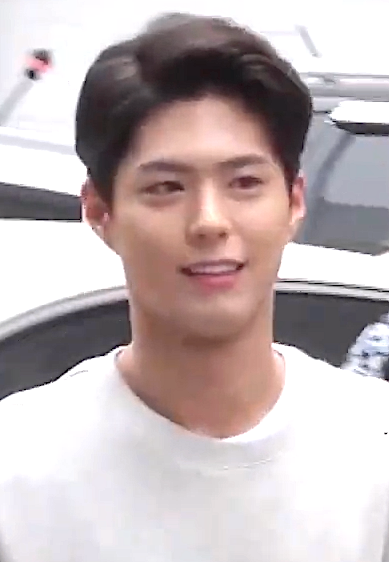
Pak Pogom (Park Bo-geom) 2015

2014-ben Pak (Park) a Wonderful Days című sorozatban I Szodzsin (Lee Seo-jin) fiatalkori énjént alakította, majd a Cantabile Tomorrow című sorozatban egy ígéretes csellistát játszott. Alakításaiért a KBS Drama Awardson és az APAN Star Awardson is jelölték a legjobb új színész kategóriájában. Ugyanebben az évben az Egy nehéz nap és a The Admiral: Roaring Currents című kasszasiker filmekben is szerepelt.
2015 májusában a Music Bank zenei műsor társházigazdája lett, partnere Irene volt a Red Velvet együttesből. Műsorvezetői teljesítményéért elnyerte a KBS Entertainment Awards legjobb újoncnak járó díját. Ugyanebben az évben negatív szereplőt alakított a Hello Monster című sorozatban, mind a nézők, mind a kritikusok elismerően nyilatkoztak alakításáról. A szerepért a KBS Drama Awardson elnyerte a legjobb mellékszereplőnek járó elismerést, valamint a közönségdíjat. 2015 folyamán mozifilmben is játszott, a cannes-i fesztiválon is bemutatott Coin Locker Girl-ben. Alakításáért jelölték a Paeksang Arts Awards legjobb új filmszínész díjára.
Ezt követően a hatalmas sikert aratott Reply 1988 című sorozatban játszott, mely 18,8%-os nézettségével Dél-Korea legnézettebb kábelcsatornás sorozata lett. A szerepnek köszönhetően Pak (Park) nem csak országosan ismert lett, de a koreai hullám következtében nemzetközi ismertségre is szert tett. A Top Chinese Music Awards kínai díjátadón a legjobb nemzetközi művész díját nyerte el, a DramaFever Awardson a legjobb feltörekvő sztár díját, a tvN10 Awardson pedig az ázsiai sztár díjat vehette át.

### 2016–:Love in the Moonlight

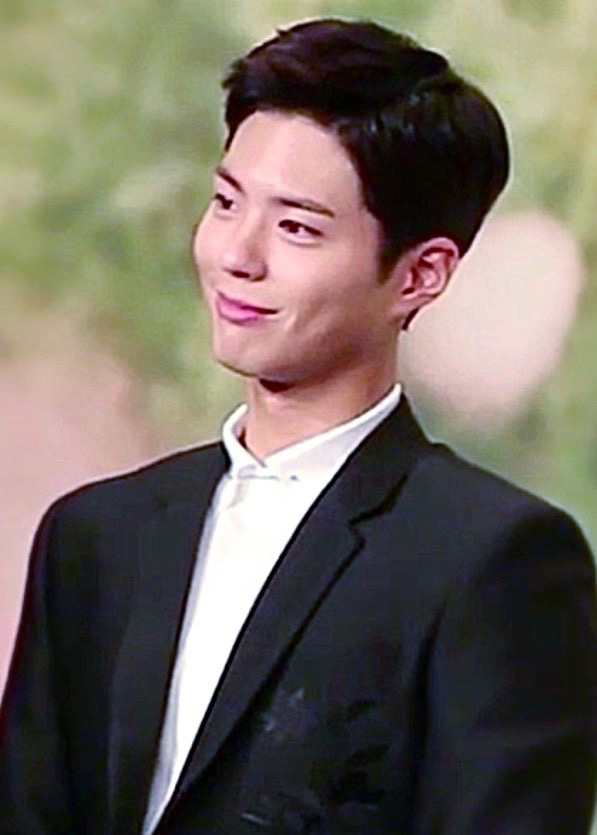
Pak (Park) a Kurumi kurin talbit sajtótájékoztatóján

2016 februárjában Pak (Park) a tvN csatorna Youth Over Flowers: Africa című utazási műsorában szerepelt, majd a 2 Days & 1 Night című varietéműsorban, mely két év után először 19,9%-os nézettséget ért el. Júniusban abbahagyta a Music Bank műsor vezetését, egy év után.
2016 augusztusában mutatták be a KBS csatorna történelmi sorozatát, a Kurumi kurin talbit-ot, melyben Pak (Park) a főszereplő koronaherceget alakította. Dél-Koreában is külföldön is nagy sikert aratott, magas nézettséggel vetítették, legmagasabb nézettsége 23,3% volt. A színész több díjat is nyert alakításáért, többek között a KBS Drama Awards legkiválóbb színésznek járó elismerését. A sorozathoz betétdalt is felénekelt, My Person címmel, mely több digitális slágerlistát is vezetett, a nemzeti Kaon (Gaon) listán pedig 3. helyen indított.
2016 decemberében Pak (Park)ot a Gallup Korea közvéleménykutató intézet az év színészének nevezte, a legfiatalabb színészként kapta meg ezt a címet. 2016 végén és 2017 elején a színész több ázsiai országban is turnézott, rajongói találkozókat tartott.

## Filmográfia

### Televíziós sorozatok
| Év        | Cím                         | Szerep                                     | Csatorna | Megjegyzés     |
| --------- | --------------------------- | ------------------------------------------ | -------- | -------------- |
| 2012      | Hero                        | Kang Dongu (Kang Dong-woo)                 | OCN      |                |
| 2012      | Drama Special Still Picture | fiatal Kim Hjonszu (Kim Hyeon-su)          | KBS2     | tévéfilm       |
| 2012      | Bridal Mask                 | Han Mingju (Han Min-kyu)                   | KBS2     | 26–28. rész    |
| 2013      | Wonderful Mama              | Ko Jogngdzsun (Go Young-jun)               | SBS      |                |
| 2014      | Wonderful Days              | fiatal Kang Dongszok (Kang Dong-seok)      | KBS2     |                |
| 2014      | Cantabile Tomorrow          | I Junhu (Lee Yun-hu)                       | KBS2     |                |
| 2015      | The Producers               | önmaga                                     | KBS2     | 9. rész, cameo |
| 2015      | Hello Monster               | Csong Szonho/I Min (Jeong Seon-ho/Lee Min) | KBS2     |                |
| 2015–2016 | Reply 1988                  | Cshö Thek (Choi Taek)                      | tvN      |                |
| 2016      | Kurumi kurin talbit         | I Jong (Lee Yeong)                         | KBS2     |                |
| 2018      | Encounter                   | Kim Dzsinhjok (Kim Jin-hyuk)               | tvN      |                |

### Filmek
| Év   | Cím                           | Szerep                              | Megjegyzés |
| ---- | ----------------------------- | ----------------------------------- | ---------- |
| 2011 | Blind                         | Min Donghjon (Min Dong-hyeon)       |            |
| 2012 | Runway Cop                    | fiatal Csha Csholszu (Cha Cheol-su) |            |
| 2014 | Egy nehéz nap                 | I Dzsinho (Lee Jin-ho)              |            |
| 2014 | The Admiral: Roaring Currents | Pe Szubong ( Bae Su-bong)           |            |
| 2014 | Twinkle-Twinkle Pitter-Patter | Csonu (Jeon-u)                      | rövidfilm  |
| 2015 | Coin Locker Girl              | Pak Szokhjon (Park Seok-hyeon)      |            |

## Díjai és elismerései
| Év   | Díj                            | Kategória                                      | Jelölés                            | Eredmény | Hiv.          |
| ---- | ------------------------------ | ---------------------------------------------- | ---------------------------------- | -------- | ------------- |
| 2014 | 28. KBS Drama Awards           | Legjobb új színész                             | Cantabile Tomorrow, Wonderful Days | Jelölve  | [ 47 ]        |
| 2015 | 4. APAN Star Awards            | Legjobb új színész                             | Cantabile Tomorrow, Hello Monster  | Jelölve  | [ 48 ]        |
| 2015 | 14. KBS Entertainment Awards   | Legjobb újonc                                  | Music Bank                         | Elnyerte | [ 49 ]        |
| 2015 | 29. KBS Drama Awards           | Népszerű színész                               | Hello Monster                      | Elnyerte | [ 50 ]        |
| 2015 | 29. KBS Drama Awards           | Legjobb férfi mellékszereplő                   | Hello Monster                      | Elnyerte | [ 50 ]        |
| 2016 | InStyle Icons: Next Generation | Új generációs színész                          | N/A                                | Elnyerte | [ 51 ]        |
| 2016 | 11. Max Movie Awards           | Feltörekvő sztár                               | N/A                                | Elnyerte | [ 52 ]        |
| 2016 | 8. Style Icon Asia             | Stílusikon                                     | N/A                                | Elnyerte | [ 53 ]        |
| 2016 | 16. Top Chinese Music Awards   | Legjobb nemzetközi művész                      | N/A                                | Elnyerte | [ 54 ]        |
| 2016 | 52. Paeksang Arts Awards       | Legjobb új színész (film)                      | Coin Locker Girl                   | Jelölve  | [ 55 ]        |
| 2016 | 52. Paeksang Arts Awards       | Népszerű színész, film                         | Coin Locker Girl                   | Jelölve  | [ 56 ]        |
| 2016 | 52. Paeksang Arts Awards       | Népszerű színész, televízió                    | Reply 1988                         | Jelölve  | [ 57 ]        |
| 2016 | 52. Paeksang Arts Awards       | iQiyi Global Star Award                        | N/A                                | Jelölve  |               |
| 2016 | 52. Paeksang Arts Awards       | InStyle Fashion Award                          | N/A                                | Elnyerte | [ 58 ]        |
| 2016 | 4. Annual DramaFever Awards    | Legjobb feltörekvő sztár                       | Reply 1988                         | Elnyerte | [ 59 ]        |
| 2016 | 4. Annual DramaFever Awards    | Legjobb csók (I Hjeri (Lee Hye-ri)vel)         | Reply 1988                         | Elnyerte | [ 59 ]        |
| 2016 | 5. APAN Star Awards            | Legjobb új színész                             | Reply 1988                         | Elnyerte | [ 60 ]        |
| 2016 | 9. Korea Drama Awards          | Kiválóság-díj, színész                         | Kurumi kurin talbit                | Jelölve  | [ 61 ]        |
| 2016 | tvN10 Awards                   | Made in tvN Actor, Drama                       | Reply 1988                         | Jelölve  | [ 62 ]        |
| 2016 | tvN10 Awards                   | Legjobb csók (I Hjeri (Lee Hye-ri)vel)         | Reply 1988                         | Jelölve  | [ 62 ]        |
| 2016 | tvN10 Awards                   | Ázsiai sztár                                   | Reply 1988                         | Elnyerte | [ 62 ]        |
| 2016 | Asia Artist Awards             | Legnépszerűbb színész                          | N/A                                | Jelölve  | [ 63 ]        |
| 2016 | Asia Artist Awards             | Ázsiai sztár, színész                          | Reply 1988, Kurumi kurin talbit    | Elnyerte | [ 64 ]        |
| 2016 | Asia Artist Awards             | Legjobb sztár (színész)                        | Kurumi kurin talbit                | Elnyerte | [ 65 ]        |
| 2016 | Melodi Awards                  | Legbefolyásosabb koreaisorozat-személyiség     | N/A                                | Elnyerte | [ 66 ]        |
| 2016 | OSEN Awards                    | Az év csillaga                                 | N/A                                | Elnyerte | [ 67 ]        |
| 2016 | Yahoo! Asia Buzz Awards        | Népszerű ázsiai híresség                       | N/A                                | Jelölve  | [ 68 ]        |
| 2016 | SBS Cult Two Show Awards       | Legtöbbet említett személyiség                 | N/A                                | Elnyerte | [ 69 ]        |
| 2016 | 30. KBS Drama Awards           | Nagydíj                                        | Kurumi kurin talbit                | Jelölve  | [ 70 ] [ 71 ] |
| 2016 | 30. KBS Drama Awards           | Legkiválóbb színész                            | Kurumi kurin talbit                | Elnyerte | [ 70 ] [ 71 ] |
| 2016 | 30. KBS Drama Awards           | Kiváló színész közepes hosszúságú sorozatban   | Kurumi kurin talbit                | Jelölve  | [ 70 ] [ 71 ] |
| 2016 | 30. KBS Drama Awards           | Internetezők díja                              | Kurumi kurin talbit                | Elnyerte | [ 70 ] [ 71 ] |
| 2016 | 30. KBS Drama Awards           | Legjobb páros (Kim Judzsong (Kim Yoo-jung)gal) | Kurumi kurin talbit                | Elnyerte | [ 70 ] [ 71 ] |
| 2016 | 30. KBS Drama Awards           | Legjobb csók (Kim Judzsong (Kim Yoo-jung)gal)  | Kurumi kurin talbit                | Elnyerte | [ 70 ] [ 71 ] |
| 2016 | 2. Fashionista Awards          | Legjobban öltözött sztár                       | N/A                                | Elnyerte | [ 72 ]        |
| 2017 | Korea Brand Awards             | Különdíj                                       | N/A                                | Elnyerte | [ 73 ]        |
| 2017 | Paeksang Arts Awards           | Legnépszerűbb televíziós színész               | Kurumi kurin talbit                | Elnyerte | [ 74 ]        |

## Fordítás
- Ez a szócikk részben vagy egészben  a   Park Bo-gum című angol Wikipédia-szócikk ezen változatának fordításán alapul.  Az eredeti cikk szerkesztőit annak laptörténete sorolja fel. Ez a jelzés csupán a megfogalmazás eredetét és a szerzői jogokat jelzi, nem szolgál a cikkben szereplő információk forrásmegjelöléseként.